# 红丁香
红丁香（学名：Syringa villosa）为木犀科丁香属的植物。分布在中国大陆的河北、山西等地，生长于海拔1,200米至2,200米的地区，常生长在沟边、山坡灌丛及河旁，目前尚未由人工引种栽培。

## 别名
香多罗（河北） 沙树（迈尔氏中国植物名录）

## 外部連結
- 紅丁香, Hongdingxiang （页面存档备份，存于） 藥用植物圖像數據庫 (香港浸會大學中醫藥學院) （繁體中文）（英文）